# تاکشی اوباتا
تاکشی اوباتا (انگلیسی: Takeshi Obata؛ زاده ۱۱ فوریهٔ ۱۹۶۹) مانگاکای اهل ژاپن است